# جهاز كشف الكذب

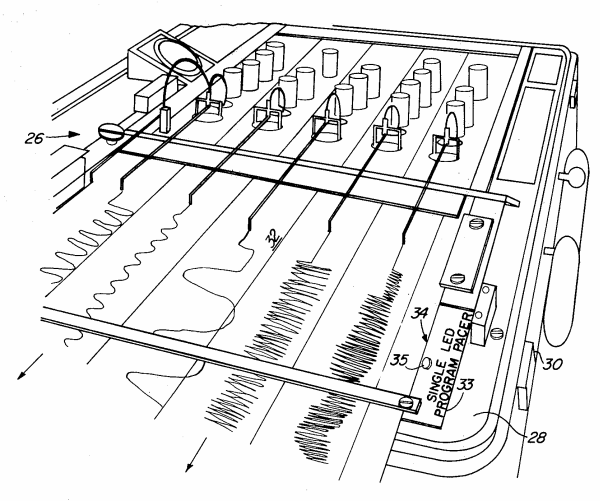
جهاز كشف الكذب

المخطط المتعدد (بالإنجليزية: Polygraph)‏ المعروف باسم جهاز كشف الكذب، هو جهاز -أو أسلوب- يقيس ويسجل العديدَ من المؤشرات الفيزيولوجية، كضغط الدم، و النبض، و التنفس، واستجابة الجلد الجلفانية، أثناء سؤال شخص ما سلسلةً من الأسئلة وإجابته عليها. يعتمد الجهاز على فكرة تسبّب الإجابات المضللة بحدوث استجابات فيزيولوجية معينة يمكن تمييزها عن تلك المرتبطة بالإجابات غير المضللة. مع ذلك، لا توجد ردود فعل فيزيولوجية محددة مرتبطة بشكل مباشر بالكذب، ما يجعل من تحديد العوامل التي تميز الكاذبين عن الصادقين أمرًا صعبًا. يفضل فاحصو جهاز المخطط المتعدد أيضًا استخدام طريقة التسجيل الفردية الخاصة بهم، التي تمكنهم، على عكس التقنيات المحوسبة، من الدفاع عن تقييماتهم الخاصة.
يُستخدم جهاز كشف الكذب في بعض البلدان كأداةِ استجوابٍ للمتهمين بارتكاب جرائم جنائية، وللمرشحين لشغل مناصب حساسة في القطاعين العام والخاص على حد سواء. تَستخدم أجهزةُ إنفاذ القانون والوكالات التابعة للحكومة الاتحادية الأمريكية، مثل مكتب التحقيقات الفدرالي ووكالة الأمن القومي الأمريكية و وكالة المخابرات المركزية والعديد من دوائر الشرطة كشرطة لوس أنجلوس، وشرطة ولاية فرجينيا، اختباراتِ كشف الكذب لاستجواب المشتبه بهم ولفحص الموظفين الجدد. يُشار إلى فحص كشف الكذب، داخل الحكومة الفيدرالية الأمريكية، أيضًا باسم (الفحص الفيزيولوجي النفسي للكشف عن الكذب). يبلغ متوسط تكلفة إجراء الاختبار في الولايات المتحدة الأمريكية أكثر من 700 دولار أمريكي، ويُعد جزءًا من صناعة تُقدّر قيمتها بملياري دولار أمريكي.
تشير تقييمات جهاز كشف الكذب التي تجريها الهيئات العلمية والحكومية بشكل عام إلى كون أجهزة كشف الكذب غير دقيقة للغاية، وإلى إمكانية التغلب عليها بسهولة من خلال اتخاذ بعض الإجراءات المضادة، واعتبارها وسائل غير كافية وغير صالحة لتقييم الصدق. لم يجد المجلس القومي للأبحاث أية دلائل على فعالية جهاز كشف الكذب، على الرغم من زعم صحة 90% من نتائج فحوصاته. تقول جمعية علم النفس الأمريكية: «يتفق معظم علماء النفس على عدم وجود أي دليل يُذكر على إمكانية كشف جهاز المخطط المتعدد للأكاذيب بدقة عالية».
طُّور اختبار أسئلة التحكم، والمعروف أيضًا باسم اختبار الكذب المحتمل، بهدف التغلب على المشكلات التي ظهرت في طريقة الاستجواب من خلال الأسئلة ذات الصلة – وغير ذات الصلة أو تخفيفها. على الرغم من استخدام الأسئلة في اختبار الكذب المحتمل بهدف الحصول على ردود فعل معينة من الكاذبين، لكن، من الممكن للتفاعلات الفيزيولوجية التي «تميز» الكاذبين أن تظهر أيضًا عند الأشخاص الأبرياء الذين يخشون الكشف الزائف، أو عند الأبرياء الذين يبالغون بإظهار عواطفهم عند الإجابة على الأسئلة المتعلقة بارتباطهم بالجريمة. لذلك، قد يكون السبب وراء ظهور الاستجابة على شكل رد فعل فيزيولوجي مختلفًا. أوضح الفحص الإضافي لاختبار الكذب المحتمل إمكانية كون هذا الاختبار متحيزًا ضد الأشخاص الأبرياء. سيفشل أولئك الذين لا يستطيعون التفكير بكذبة متعلقة بالسؤال المطروح في الاختبار بشكل تلقائي.
فاحصو جهاز كشف الكذب، أو المخطط المتعدد، مرخَصون وخاضِعون للتنظيم في بعض الولايات القضائية. تضع جمعية جهاز المخطط المتعدد الأمريكية معاييرَ لدورات تدريبية لمشغلي جهاز كشف الكذب، على الرغم من أنّها لا تعطي المتدربين شهادات لممارسة العمل على جهاز كشف الكذب.

## إجراءات عملية الفحص
يبدأ الفاحص عادةً جلسات اختبار جهاز كشف الكذب بإجراء مقابلة ما قبل الاختبار تهدف للحصول على بعض المعلومات الأولية التي يعود الفاحص عادةً ليستثمرها في وضع الأسئلة التشخيصية. بعد ذلك، يشرح الفاحص كيفية عمل جهاز كشف الكذب، مع التأكيد على فكرة إمكانية كشف الأكاذيب، وعلى أهمية الإجابة بشكل صادق. غالبًا ما يُجرى بعد ذلك «اختبار التحفيز»: إذ يُطلب من الشخص الكذبَ عمدًا، ثم يشرح له المُختَبِر قدرة الجهاز على كشف الكذبة. يزداد قلق الأشخاص المذنبون –في الغالب- بعد تذكيرهم بمدى دقة الاختبار. مع ذلك، من الممكن للأشخاص الأبرياء أن يتساووا في القلق مع المذنبين، ومن الممكن لبعض الأبرياء أن يكونوا أكثر قلقَا منهم. يبدأ بعد ذلك الاختبار الفعلي. تكون بعض الأسئلة المطروحة «غير مهمة» مثل («هل اسمك فريد؟»)، فيما يكون البعض الآخر منها «تشخيصيًا»، والباقي أسئلة «ذات صلة بالموضوع» يدرسها الفاحص في وقت لاحق. تتناوب الأنواع المختلفة من الأسئلة. يجتاز الفرد الاختبار في حال كانت استجاباته الفيزيولوجية على الأسئلة التشخيصية أكبر من تلك التي يُظهرها عند إجاباته على الأسئلة «ذات الصلة».
وُجهت العديد من الانتقادات لمدى صحة إدارة تقنية سؤال التحكم. من الممكن أن تكون تقنية سؤال التحكم عرضة لأن تُجرى بطريقة مماثلة للاستجواب. من شأن هذا النوع من أساليب الاستجواب أن يثير ردود فعل مرتبكة عند المشتبه بهم الأبرياء والمذنبين على حد سواء. هناك العديد من الطرق الأخرى لطرح الأسئلة.
يعتبر اختبار المعرفة بالذنب، أو اختبار المعلومات المخفية، المستخدم في اليابان، بديلًا عن طريقة توجيه الأسئلة بأسلوب الاستجواب. يمنع هذا الاختبار الأخطاء المحتملة التي يمكن أن تنشأ عن أسلوب الاستجواب. يُجرى اختبار المعرفة بالذنب عادةً من خلال فاحص ليس على دراية بالجريمة المُرتبكة أو بظروفها. يقوم المدير باختبار معرفة المشتبه به بالأمور المتعلقة بالجريمة، والتي من غير الممكن للشخص البريء أن يعرفها. يسأل الفاحص أسئلة متعددة الخيارات، على سبيل المثال: «هل ارتُكبت الجريمة بمسدس من عيار 45 أم من عيار 9 ملم؟»، وتتعلق نتيجة الاختبار بطريقة تفاعل المشتبه بهم مع الإجابة الصحيحة، ففي حال كانت ردود فعلهم الفيزيولوجية على المعلومات الصحيحة للجريمة المرتبكة أقوى من ردود فعلهم الفيزيولوجية على المعلومات المغلوطة، فمن المحتمل –بالنسبة لمؤيدي الاختبار- أن يكون المشتبه بهم على دراية بحقائق ذات صلة بالقضية. يرى مؤيدو اختبار كشف الكذب أنه هذه الطريقة صالحة أكثر من طريقة الاستجواب، وذلك لأنها تنطوي على العديد من الإجراءات الوقائية الهادفة لتجنب خطر تأثير المُختبِر على نتائج الفحص.

## الفعالية
على الرغم من الجدل في المجتمع العلمي حول فعالية جهاز كشف الكذب، تُشير تقييمات جهاز المخطط المتعدد، المنشورة من قبل الهيئات العلمية والحكومية، إلى كونه غيرَ دقيق، ومن الممكن أن تتغلب الإجراءات المضادة عليه، وتعتبره وسيلة غير كاملة أو غير صالحة لتقييم الصدق. على وجه الخصوص، أشارت الدراسات إلى أن طريقة الاستجواب من خلال الأسئلة ذات الصلة – وغير ذات الصلة ليس مثاليًا، إذ يُظهر الأشخاص الأبرياء ردود فعلٍ فيزيولوجية غير طبيعية على الأسئلة المتعلقة بالجريمة. تقول جمعية علم النفس الأمريكية: «يتفق جميع علماء النفس على عدم وجود دليل يثبت دقة اختبارات جهاز المخطط المتعدد في كشف الأكاذيب».
في عام 1991، اعتبر ثلثا المجتمع العلمي الذين يملكون الخلفية اللازمة لإجراء الاختبارات على أجهزة كشف الكذب، بأن الجهاز هو عبارة عن علم زائف. في عام 2002، أظهر تقييم أجراه المجلس الوطني للبحوث أنّه من الممكن «أن تحدّد اختبارات كشف الكذب المرتبطة بحادث معين، الصدق من الكذب بمعدلات أعلى بكثير من الصدفة، لكنها بنفس الوقت بعيدة جدًا عن الكمال». تحذر المراجعة آنفة الذكر أيضًا من تعميم هذه النتائج لتبرير استخدام أجهزة كشف الكذب -«من شبه المؤكد أن دقة نتائج أجهزة فحص الكذب لأغراض الفرز، أقل مما يمكن تحقيقه من تلك التي يمكن الوصول إليها من خلال اختبارات كشف الكذب المرتبطة بحادثة واحدة معينة»- ويُلاحظ بأنه من الممكن أن يكون بعض الممتحنين قادرين على القيام بإجراءات مضادة معينة لتحقيق نتائج مخادعة.

في قضية الولايات المتحدة ضد شيفر لعام 1998، في المحكمة العليا الأمريكية، أفادت الأغلبية أنه «ببساطة، لا يوجد توافق في الآراء على إمكانية الوثوق بالدلائل التي يعطيها جهاز كشف الكذب»، و «على عكس الشهود الخبراء الآخرين الذين يشهدون حول مسائل واقعية لا يعلم بها أعضاء هيئة المحلفين، مثل تحليل بصمات الأصابع أو الحمض النووي أو تحليل الأعيرة النارية المتواجدة في مسارح الجريمة، يمكن لخبير جهاز كشف الكذب تزويد هيئة المحلفين برأي آخر». لخصت المحكمة العليا النتائج التي توصّلت إليها حول قضية الولايات المتحدة ضد شيفر بالقول إن «نتائج استخدام جهاز كشف الكذب أفضل بقليل من تلك التي يمكن الحصول عليها عند رمي عملة معدنية». في عام 2005، ذكرت الدائرة الحادية عشرة في محكمة الاستئناف بأن «جهاز كشف الكذب لم يحظ بقبول عام من المجتمع العلمي». في عام 2001، خَلُصَ وليام لاكونو، أستاذ علم النفس وعلم الأعصاب في جامعة مينيسوتا، إلى ما يلي:
على الرغم من احتمال أن يكون اختبار سؤال التحكم مفيدًا باعتباره أداة استقصائية مساعِدة وأداة للتحريض على الاعتراف، لكن لا يمكن اعتباره اختباراً موثوقًا من الناحية العلمية. تستند نظرية اختبار سؤال التحكم على افتراضات ساذجة وغير قابلة للتصديق، لكونها متحيزة ضد المشتبه بهم الأبرياء، ولإمكانية التغلب عليها ببساطة من خلال الزيادة المصطنعة في ردود الفعل، للتحكم بالأسئلة. على الرغم من عدم إمكانية إجراء تقييم مناسب لمعدل الخطأ في اختبار سؤال التحكم، لكن يُعتبر كل من هذه الاستنتاجات مدعومًا بنتائج بحث منشورة في أفضل مجلات العلوم الاجتماعية (وضعها هونتس عام 1994، وهورفانث عام 1977، وكلينمونتز وزوكو عام 1984، وباتريك ولاكونو عام 1991). على الرغم من محاولة محامي الدفاع قبول نتائج اختبارات سؤال التحكم المؤاتية كدليل في المحكمة، لكن، لا يوجد دليل يدعم صحتها، ولا حتى سبب كافٍ للشك في ذلك. يشكك أعضاء المنظمات العلمية الذين يملكون الخلفية العلمية الكافية لتقييم اختبارات سؤال التحكم بشكل كبير في ادعاءات مؤيدي جهاز كشف الكذب. 
يقيس جهاز كشف الكذب الإثارة، والتي يمكن أن تتأثر بالقلق، ويقيس اضطرابات القلق (كاضطراب ما بعد الصدمة)، إضافة إلى قياس مستويات الهلع والخوف والارتباك ونقص السكر في الدم والاختلال في الوظائف العقلية والاكتئاب والحالات التي تسببها بعض المواد (كالنيكوتين والمنشطات)، وحالة انسحاب المواد (كالانسحاب الكحولي)، والعواطف الأخرى، بينما لا يقيس جهاز كشف الكذب «الأكاذيب». من غير الممكن لجهاز المخطط المتعدد أن يميز بين القلق الناجم عن الكذب والقلق الناجم عن أي سبب آخر.

### مكتب الكونغرس الأمريكي لتقييم التكنولوجيا
نشر مكتب تقييم التكنولوجيا التابع للكونغرس الأمريكي عام 1983 مراجعة لتكنولوجيا جهاز كشف الكذب، تضمنت ما يلي:
«لا يوجد في الوقت الحاضر سوى بعض الأدلة العلمية التي تثبت مشروعية فحوصات جهاز كشف الكذب. حتى عندما تظهر الأدلة على أنها تشير إلى إمكانية جهاز كشف الكذب في فضح الكاذبين بشكل أفضل من المصادفة، فإن معدلات الخطأ الكبيرة ممكنة جدًا، من الممكن للفاحص أن يدرس الاختلافات ويستخدم الإجراءات المضادة لإضفاء المزيد من المشروعية على اختبارات الجهاز»

### الأكاديمية الوطنية للعلوم
في عام 2003، أصدرت الأكاديمية الوطنية للعلوم (NAS) تقريرًا بعنوان «المخطط المتعدد وكشف الكذب». وجدت الأكاديمية بأن غالبية أبحاث جهاز كشف الكذب كانت «غير موثوقة وغير علمية ومتحيزة»، وخلصت إلى كون 57 دراسة بحثية من أصل 80 دراسة -تعتمد عليها جمعية جهاز المخطط المتعدد الأمريكية للوصول إلى استنتاجاتها- مَعيبة بشكل كبير. أظهرت هذه الدراسات بأنه من الممكن لجهاز كشف الكذب أن يميز الحقيقة المتعلقة بحادث معين، عند شخص غير مدرب على الإجراءات المضادة بمستوى «يتفوق على المصادفة، ولكنه بعيد عن الكمال». مع ذلك، ونظرًا لوجود العديد من العيوب، «يكاد يكون من المؤكد أن مستويات الدقة الموضحة في هذه الدراسات أعلى من تلك الخاصة بجهاز كشف الكذب الفعلي عند إجراء اختبار لحوادث معينة».
عند استخدام جهاز المخطط المتعدد كأداة فحص (في القضايا المتعلقة بالأمن القومي، وبأجهزة إنفاذ القانون على سبيل المثال)، ينخفض مستوى دقة الجهاز إلى المستوى الذي «يُعتبر غير كافٍ لتبرير استخدامه في الفحص الأمني الخاص بموظفي الوكالات الفيدرالية». خلصت الأكاديمية الوطنية للعلوم إلى أنّه من الممكن أن يكون لجهاز كشف الكذب فائدةً محدودة، ولكن «لا أساس للتوقعات القائلة بأنه من الممكن أن تكون دقة جهاز كشف الكذب عالية للغاية».
توازي استنتاجات الأكاديمية الوطنية للعلوم الاستنتاجات الواردة في تقرير مكتب تقييم التكنولوجيا التابع للكونغرس الأمريكي الذي حمل عنوان «الصلاحية العلمية لجهاز كشف الكذب: مراجعة وتقييم البحث». وكذلك، خلُص تقريرٌ حول السرية الحكومية قُدمته لجنة موينيهان إلى الكونغرس الأمريكية إلى أنّ «تقارير البحث العلمي القليلة التي ترعاها الحكومة حول مشروعية جهاز كشف الكذب (على عكس منفعتها)، خاصّة تلك التي تركز على فحص الأشخاص المتقدمين للحصول على فرصة عمل، تشير إلى أنّ جهاز كشف الكذب ليس صالحًا من الناحية العلمية لهذه المهمة، ولا حتّى فعالًا بشكل خاص في الأمور التي تتعدى قدرته في تحصيل الاعترافات».
على الرغم من اكتشاف الأكاديمية الوطنية للعلوم أن «معدل النتائج الإيجابية لاختبار جهاز كشف الكذب مرتفع»، لكنه فشل في فضح أفرادٍ مثل ألدريتش آيمس، ولاري وو تاي، وحالات أخرى لم يكن لاستخدام جهاز كشف الكذب فيها أي مبرّر علمي، ولا يزال يُستخدم على نطاق واسع.

## التدابير المضادة
وُضعت العديد من الإجراءات المضادة المصممة خصيصًا بهدف اجتياز اختبارات جهاز كشف الكذب. هناك نوعان رئيسيان من هذه الإجراءات: الحالة العامة (التي تعتزم تغيير الحالة الفيزيولوجية أو النفسية للممتحن طوال فترة الاختبار)، والنقطة المحددة (التي تهدف لتغيير الحالة الفيزيولوجية أو النفسية للممتحن خلال فترات محددة من الاختبار، إمّا بهدف زيادة حدة ردود الفعل خلال الفترات الحرجة من الاختبار، أو بهدف التقليل منها).
- الحالة العامة: عندما سُئل ضابط وكالة المخابرات المركزية، ألدريش أميس، الذي أصبح فيما بعد جاسوسًا تابعًا لجهاز الاستخبارات السوفييتي (كي جي بي)، عن اختبار كشف الكذب الذي أجراه، تحدث عن النصائح البسيطة التي وجهها له مسؤوله السوفييتي مثل: «احصل على مقدار جيد من النوم في الليل، والراحة، واسترخ خلال الاختبار. كُن ودودًا مع القائم على الاختبار، وحاول أن تبني معه علاقة، وكن متعاونًا، وحافظ على هدوئك». بالإضافة إلى ذلك، أوضح أميس، «لا يوجد سحر خاص لاجتياز الاختبار، جل ما عليك فعله، هو الثقة بنفسك، وبناء علاقة ودية مع المُمتحن، ابتسم واجعله يعتقد بأنك تستلطفه».[31]